# Шуваев (хутор)
Шуваев — хутор в Северском районе Краснодарского края.
Входит в состав Новодмитриевского сельского поселения.

## География
Расположен в 18 км к юго-западу от Краснодара, рядом с административной границей с Адыгеей. В 3,5 км севернее хутора находится станция Энем I Северо-Кавказской железной дороги РЖД. В 5 км северо-западнее хутора проходит автодорога А146 Краснодар — Новороссийск.

### Улицы
- ул. Выгонная,
- ул. Озёрная.

## История
В 1796 году в районе хутора у реки Бзиюк произошла Бзиюкская битва между крестьянами шапсугских племен против установления над ними крепостного права князьями Шеретлуковыми. В память о погибших в 1980-х годах на границе хутора Шуваев и станицы Новодмитриевская был установлен памятник.

## Население
| 2002 | 2010 |
| ---- | ---- |
| 62   | ↗146 |